# Cheyenne River
Cheyenne River er en biflod til Missouri River, og omkring 475 km lang, i det vestlige South Dakota i USA. Den starter med forskellige tilløb i det østlige Wyoming, og får tilløb fra den store biflod Belle Fourche River (470 km) hvor disse to floder ligger henholdsvis syd og nord for Black Hills og Rapid City.
På østsiden af Black Hills, løber den mod nordøst, gennem Oral og Buffalo Gap National Grassland, og langs nordvestgrænsen af Pine Ridge Indian Reservation og Badlands National Park. Den får tilløb fra Rapid Creek, løber gennem Wasta og får tilløb fra Belle Fourche River i den østlige del af Meade County.
Den løber ud i Missouri i det meget store, kunstige Oahe-reservoir, som er reguleret af Oahe-dæmningen ved delstatshovedstaden Pierre lidt længere nede i Missouri.
Floden er vigtig for kunstvanding, og er reguleret midtvejs med Angostura-dæmningen fra 1949. Flodens afvandingsområde er på 62.800 km².
Ved udløbet ligger Cheyenne River Sioux-reservat på 8.984 km² med ca. 15.500 indbyggere.